# باشگاه ورزشی تروفنس
باشگاه ورزشی تروفنس (تلفظ پرتغالی: [ˈklub(ɨ) dɨʃpuɾˈtivu tɾoˈfẽs(ɨ)])، که معمولاً با نام تروفنس شناخته می‌شود، یک باشگاه فوتبال پرتغالی مستقر در تروفا، پرتغال است. این تیم که در سال ۱۹۳۰ تأسیس شد، در سگوندا لیگا بازی می‌کند و بازی‌های خانگی را در ورزشگاه اختصاصی‌اش با ظرفیت ۵۰۷۴ تماشاگر برگزار می‌کند.

## تاریخچه
در فصل ۰۶–۲۰۰۵، تروفنس در دسته دوم پرتغال (سطح سوم فوتبال پرتغال) بازی کرد و گروه خود را با شش امتیاز برد. سپس به مرحله پلی آف صعود کردند که با برنده سری B، لوسادا، روبرو شدند. تروفنس در یک بازی احساسی و پس از گل کردن بیستمین ضربه پنالتی توسط دروازه‌بانشان، ویتور، جواز صعود به لیگا پرتغال ۲ را کسب نمود.
در فصل ۲۰۰۷–۲۰۰۸، تروفنس اولین صعود خود را به لیگ برتر فوتبال پرتغال کسب کرد و با اختلاف کمی نسبت به ریو آوه قهرمان سگوندا لیگا شد (چهار تیم اول تنها با دو امتیاز از هم متمایز شدند).
در فصل ۲۰۰۸–۲۰۰۹، علی‌رغم برخی نتایج تاریخی و درخشش‌های مقطعی، از جمله پیروزی ۲ بر صفر مقابل بنفیکا و تساوی بدون گل مقابل پورتو، آن‌ها نتوانستند که سهمیه خود در لیگ برتر فوتبال پرتغال را حفظ کنند و دوباره راهی لیگا پرتغال ۲ شدند.